# Dione andicola
Dione andicola är en fjärilsart som beskrevs av Bates 1864. Dione andicola ingår i släktet Dione och familjen praktfjärilar. Inga underarter finns listade i Catalogue of Life.